# Orthoyoldia lepidula
Orthoyoldia lepidula is een tweekleppigensoort uit de familie van de Yoldiidae. De wetenschappelijke naam van de soort is voor het eerst geldig gepubliceerd in 1856 door A. Adams.